# Summer Gigs 1976
Summer Gigs 1976 bylo krátké turné anglické rockové skupiny Queen po Spojeném království, při kterém se konaly jen čtyři koncerty.

## Setlist
1. A Day at the Races intro
2. Bohemian Rhapsody (Opera and Rock sections)
3. Ogre Battle
4. Sweet Lady
5. White Queen (As It Began)
6. Flick Of The Wrist
7. You're My Best Friend
8. Bohemian Rhapsody
9. Killer Queen
10. The March Of The Black Queen
11. Bohemian Rhapsody (Reprise)
12. Bring Back That Leroy Brown
13. Brighton Rock
14. Son And Daughter (Reprise)
15. '39
16. You Take My Breath Away
17. The Prophet's Songs
18. Stone Cold Crazy
19. Doing All Right
20. Liar
21. In The Lap Of The Gods... Revisited

## Koncerty
| Datum         | Město     | Země    | Místo             |
| ------------- | --------- | ------- | ----------------- |
| 1. září 1976  | Edinburgh | Skotsko | Playhouse Theatre |
| 2. září 1976  | Edinburgh | Skotsko | Playhouse Theatre |
| 10. září 1976 | Cardiff   | Wales   | Cardiff Castle    |
| 18. září 1976 | Londýn    | Anglie  | Hyde Park         |